# Zebil, Silistra
Zebil (în bulgară Зебил, în română Canipe) este un sat în comuna Glavinița, regiunea Silistra, Dobrogea de Sud, Bulgaria. 
Între anii 1913-1940 a făcut parte din plasa Turtucaia a județului Durostor, România.

## Demografie
Componența etnică a satului Zebil
     Turci (97,95%)
     Nicio identificare (1,6%)
     Altele (0,43%)
La recensământul din 2011, populația satului Zebil era de 686 locuitori. Din punct de vedere etnic, majoritatea locuitorilor (97,95%) erau turci. Pentru 1,6% din locuitori nu este cunoscută apartenența etnică.